# マイカ・ピュ
マイカ・ピュ（Maika Pugh、2014年6月20日 - ）は、日本のモデル、子役。所属事務所はジュネスモデルとシュガーアンドスパイス。

## 来歴
2016年6月、1歳の時にモデルプロダクション「シュガーアンドスパイス」に“舞佳ピュ”名義でモデル登録し、キッズモデルとしてキャリアをスタート。
2021年3月、子供向け食育・料理番組『ゴー!ゴー!キッチン戦隊クックルン』（Eテレ）の5代目キッチン戦隊クックルンの主要メンバーマイカ役に抜擢され、2024年3月まで3年間レギュラー出演した。
2024年12月、映画『はたらく細胞』血小板役として出演。

## 人物
アメリカ人の父と日本人の母との間に誕生したハーフ。アメリカ合衆国及び日本の2つの国籍を有している。英語と日本語を話すバイリンガルである。
同じ事務所に所属しているタクミ ピュは実弟。

## メディア出演

### テレビ番組
- ゴー!ゴー!キッチン戦隊クックルン（2021年3月29日 - 2024年3月27日、NHK Eテレ） - マイカ 役
- 逃走中　ゴールデンコンビ（2025年5月4日、フジテレビジョン）

### ドラマ
- 風のふく島 第6話（2025年2月15日、テレビ東京） - ミニミサ 役[3]

### 映画
- はたらく細胞（2024年12月13日、ワーナー・ブラザース映画） - 血小板 役[4]
- 不思議の国でアリスと -Dive in Wonderland-（2025年8月29日[予定]、松竹 ピーエーワークス） - アリス 役[5]

## 実績
- みなと打ち水大使

### CF
- GLOBAL WORK

### 雑誌
- 男の子にも女の子にも編みたい手編みの子どもニット（2023年8月14日、日本文芸社）
- たのしい幼稚園 クックルンページ

### その他
- F・Oインターナショナル apres les cours
- ランドバッグ広告
- ムラサキスポーツ シーズンビジュアル
- GU ECサイトモデル
- coca ECサイトモデル
- New Era kids 24SS
- HOPPE　広告
- ナルミヤ「エンジェルブルー」ECサイトモデル